# Верхний-Нойбер
Верхний-Нойбер (чечен. Лакха-Нойбоьра) — упразднённое в 2024 году село в Гудермесском районе Чеченской Республики Российской Федерации. Включён в черту города Ойсхара. До 2024 года — административный центр Верхне-Нойберского сельского поселения.

## Топоним
Название села с чеченского переводится как «Корыто балка».
В 1944 году, после депортации чеченцев и ингушей и упразднения Чечено-Ингушской АССР, село Нойберды было переименовано в Суворово (Суворовское).
После образования из обособленной части села Суворов-Юрт (ныне Нижний-Нойбер), за селением закрепляется название Верхний Суворов-Юрт. Современное название присвоено в период с 1991 по 2008 год.

## География
Верхний-Нойбер расположен у федеральной автотрассы Р-217 «Кавказ», у северного подножья Качкалыковского хребта, в 15 км к юго-востоку от районного центра — Гудермес и в 51 км к востоку от города Грозный.
Ближайшие населённые пункты: на западе — город Ойсхара, на севере — городской микрорайон (упразднённое село) Нижний-Нойбер, на востоке — Кошкельды и на юге — Аллерой и Центорой.

## История

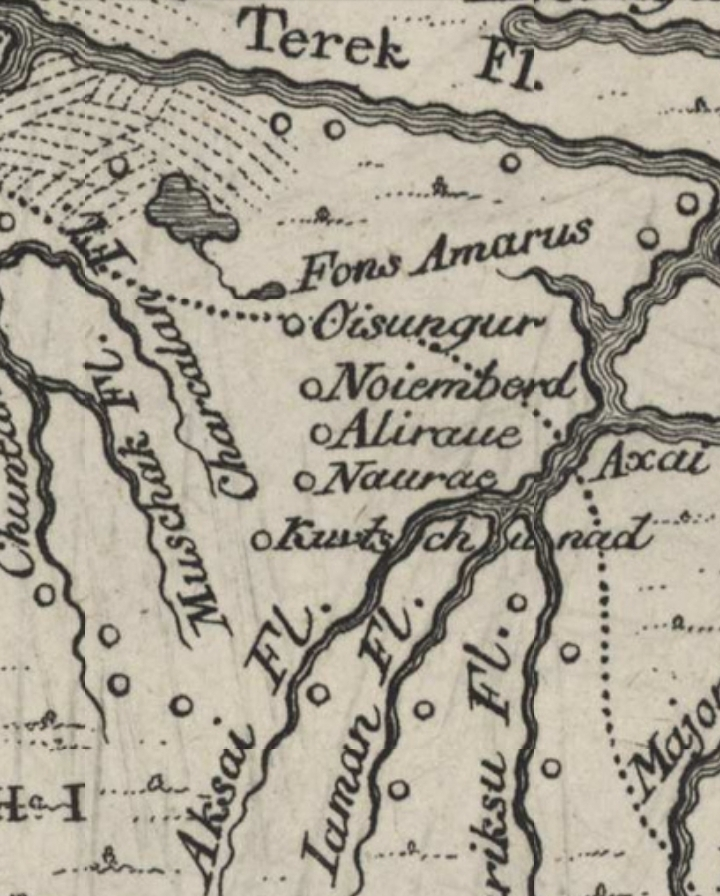
Старый Нойбер. Фрагмент карты Якова Штелина 1771 года.

Во второй половине XVIII века (1770-е гг.) немецкий исследователь И. А. Гюльденштедт указал Нойбер среди общего числа собственно кистинских селений.

## Население
| 1990  | 2002  | 2010  | 2012  | 2013  | 2014  | 2015  | 2016  |
| ----- | ----- | ----- | ----- | ----- | ----- | ----- | ----- |
| 1354  | ↗2943 | ↗4099 | ↗4227 | ↗4336 | ↗4451 | ↗4570 | ↗4686 |
| 2017  | 2018  | 2019  | 2020  | 2021  | 2023  | 2024  |       |
| ↗4757 | ↗4858 | ↗4947 | ↗5030 | ↗5386 | ↗5437 | ↗5505 |       |

Национальный состав
По данным Всероссийской переписи населения 2010 года:
| № | Национальность | Численность | Доля    |
| - | -------------- | ----------- | ------- |
| 1 | чеченцы        | 4094        | 99,88 % |
| 2 | другие         | 5           | 0,12 %  |

## Тайпы
В населении села преобладают тайпы:
- Шуоной,
- Чартой,
- Беной,
- Курчалой,
- Бацой,
- Энакалой,
- Ширдой,
- Гордалой,
- Аллерой.

## Образование
- Верхне-Нойберская муниципальная средняя общеобразовательная школа № 1.

## Улицы
Улицы села:
| - 8 Марта, - А-Х. Кадырова, - А. Умарова, - Алиева, - Аллероевская, - Алхазова, - В. Дагаева, - Висаитова, - Вторая, | - Газалиева, - Гранитная, - Грейдерная, - Грозненская, - Джабраилова, - Крайняя, - Лесная, - М. Эсамбаева, - Магомадова, | - Мазаева, - Мира, - Молодёжная, - Мукулова, - Новая, - Новосельская, - Нурадилова, - Первомайская, - Победы, | - С. Бадуева, - Сулейманова, - Черкси, - Ш. Эдилсултанова, - Школьная, - Шовхалова С. М., - Шоссейная, - Энгельюртовская, - Эски. |

## Ссылка
- Топонимика слова Нойбёра (недоступная ссылка — история).